# هاري هوكينز
هاري هوكينز (بالإنجليزية: Harry Hawkins)‏ هو منافس ألعاب قوى أمريكي، ولد في 11 يوليو 1905 في باي سيتي في الولايات المتحدة، وتوفي في 10 أغسطس 1977.